# Mookie Betts
Markus Lynn "Mookie" Betts, född den 7 oktober 1992 i Nashville i Tennessee, är en amerikansk professionell basebollspelare som spelar för Los Angeles Dodgers i Major League Baseball (MLB). Betts är rightfielder.
Betts har tidigare spelat för Boston Red Sox (2014–2019). Han har vunnit World Series två gånger, en gång med Red Sox och en gång med Dodgers. Han har tagits ut till MLB:s all star-match sex gånger samt två gånger till All-MLB First Team och en gång till All-MLB Second Team. Vidare har han vunnit en MVP Award, sex Gold Glove Awards och fem Silver Slugger Awards. Han har en gång haft högst slaggenomsnitt i American League.
Betts var med och tog silver för USA vid World Baseball Classic 2023.
Smeknamnet Mookie kommer av att Betts föräldrar såg basketspelaren Mookie Blaylock spela strax efter Betts födelse.

## Karriär

### Major League Baseball

#### Boston Red Sox
Betts draftades av Boston Red Sox 2011 som 172:a spelare totalt direkt från high school och redan samma år gjorde han proffsdebut i Red Sox farmarklubbssystem. Han steg snabbt genom systemet och debuterade i MLB den 29 juni 2014. Han hade några dagar dessförinnan tagits ut till Futures Game, en match där de bästa spelarna i farmarligorna möttes och som spelades i samband med MLB:s all star-match. På grund av hans befordran till MLB kunde han dock inte delta.
Under debutsäsongen spelade Betts 52 matcher med ett slaggenomsnitt på 0,291, fem homeruns och 18 RBI:s (inslagna poäng). Han spelade mest som centerfielder. Året efter spelade han 145 matcher med ett identiskt slaggenomsnitt, 18 homeruns och 77 RBI:s. Mot slutet av säsongen övergick han till att spela som rightfielder.

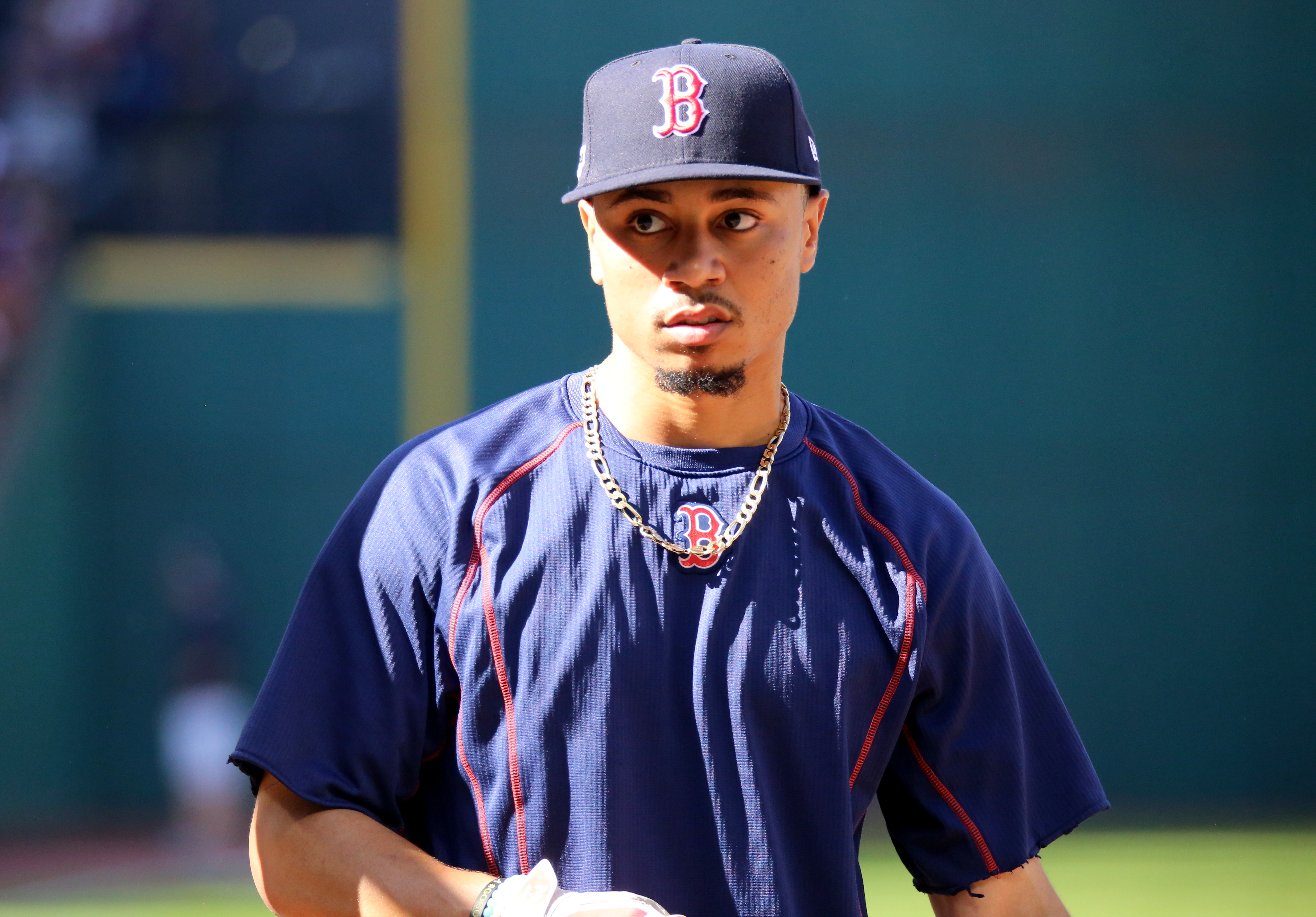
Betts under slutspelet 2016.

Betts togs ut till sin första all star-match i MLB 2016 och slutade säsongen med ett slaggenomsnitt på 0,318 (näst bäst i American League [AL]), 31 homeruns, 113 RBI:s (fjärde bäst), 214 hits (näst bäst), 122 poäng (delat näst bäst) och 42 doubles (delat tredje bäst) på 158 matcher. Han var bäst i hela MLB i total bases (359). Efter säsongen vann han sin första Gold Glove Award efter att bland annat bara ha gjort en error på 361 chanser. Han vann även sin första Silver Slugger Award och kom tvåa i omröstningen till AL:s MVP Award, knappt slagen av Mike Trout. I november genomgick han en mindre operation i höger knä.
Från den 12 september 2016 till den 19 april 2017 hade Betts 129 raka plate appearances i grundserien utan en enda strikeout, den längsta sådana sviten i MLB sedan 2004. Den 2 juli hade han åtta RBI:s i en match, ett tangerat MLB-rekord för en spelare som var först i slagordningen. Han togs ut till sin andra raka all star-match och fick även denna gång äran att starta matchen, men bara efter en skada på Mike Trout. Under säsongen var hans slaggenomsnitt 0,264 och han hade 24 homeruns och 102 RBI:s på 153 matcher. Han vann sin andra raka Gold Glove Award.

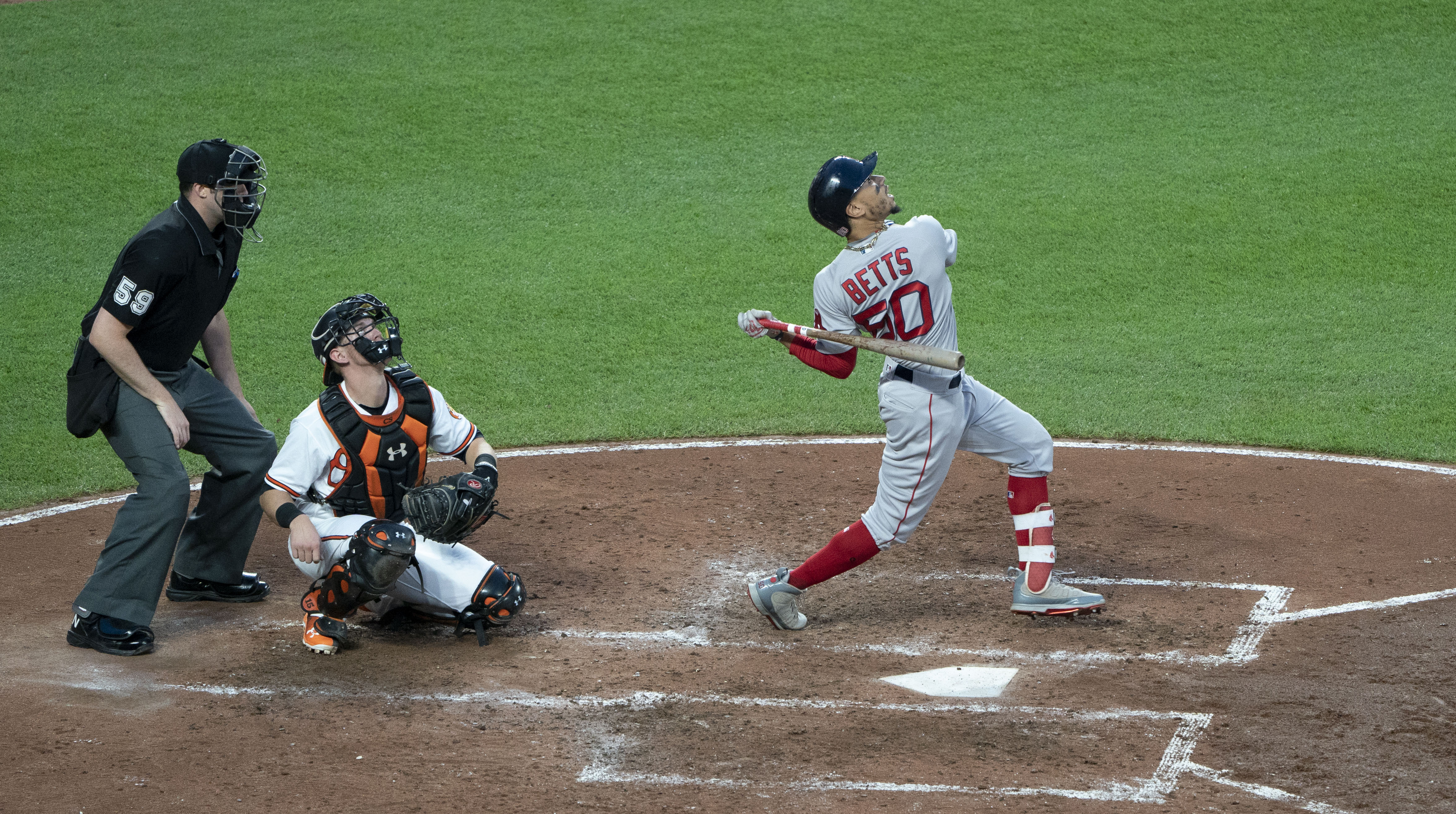
Betts under en match i juni 2018.

Betts uppnådde status som superstjärna 2018 då han hade en fantastisk säsong som kröntes av seger i World Series. Den 2 maj slog han tre homeruns i samma match för andra gången under säsongen och fjärde gången under karriären. Med den senare siffran slog han det tidigare klubbrekordet som innehades av Red Sox-legendaren Ted Williams och han blev den första i MLB:s historia med fyra sådana matcher före sin 26-årsdag. Han var på skadelistan i slutet av maj och början av juni med en sträckning på vänster sida av buken. Den 6 juli slog han sin 100:e homerun i grundserien under karriären och i samma veva togs han ut till sin tredje raka all star-match, där han för andra gången röstades fram att starta matchen. Den 9 augusti slog han sin första cycle (en single, en double, en triple och en homerun i samma match) i MLB. I en av grundseriens sista matcher stal han sin 30:e bas och eftersom han slagit 32 homeruns blev han medlem av den så kallade "30–30-klubben" som den 40:e spelaren i MLB:s historia och den blott andra i Red Sox historia efter Jacoby Ellsbury. Betts spelade 136 matcher och var under grundserien bäst i hela MLB i slaggenomsnitt (0,346), slugging % (0,640) och delat bäst i poäng (129) samt bäst i AL i extra-base hits (84). Vidare var han näst bäst i AL i on-base % (0,438), on-base plus slugging (OPS) (1,078) och doubles (47) samt tredje bäst i total bases (333). Han satte personligt rekord med 32 homeruns och hade 80 RBI:s. I slutspelet gick Red Sox hela vägen och vann World Series över Los Angeles Dodgers, även om Betts inte spelade lika bra som under grundserien. Efter säsongen belönades han med flera priser – hans tredje raka Gold Glove Award, hans andra Silver Slugger Award och framför allt AL:s MVP Award, som han vann överlägset. Ingen spelare i MLB hade tidigare under samma säsong vunnit World Series, MVP Award, Gold Glove Award och Silver Slugger Award samt haft högst slaggenomsnitt i sin liga.
Under de två första månaderna av 2019 års säsong slog Betts som nummer två i slagordningen, i stället för som tidigare som nummer ett, men i början av juni bestämde tränaren Alex Cora att återgå till den tidigare ordningen. Betts togs i juli ut som reserv till all star-matchen, hans fjärde raka uttagning. Totalt under säsongen var hans slaggenomsnitt 0,295 och han hade 29 homeruns och 80 RBI:s på 150 matcher. För andra året i rad gjorde han flest poäng (135) i MLB. Han vann sin fjärde raka Gold Glove Award och sin tredje Silver Slugger Award. När All-MLB Teams skulle utses för första gången fick han plats i Second Team.
I februari 2020 trejdades Betts tillsammans med David Price till Los Angeles Dodgers i utbyte mot de tre unga talangerna Alex Verdugo, Connor Wong och Jeter Downs.

#### Los Angeles Dodgers
I slutet av juli 2020, just innan den av covid-19-pandemin förkortade MLB-säsongen skulle börja, kom Betts och Dodgers överens om en tolvårig förlängning av hans kontrakt, till och med 2032. Förlängningen var värd totalt 365 miljoner dollar, vilket slog det tidigare MLB-rekordet på 360 miljoner dollar som Mike Trout skrev på 2019. Den 13 augusti slog han tre homeruns i samma match för sjätte gången under karriären, och tangerade därigenom MLB-rekordet som innehades av Sammy Sosa och Johnny Mize. 14 dagar senare slog han sin 1 000:e hit i grundserien under karriären. Han spelade 55 av Dodgers 60 matcher, med ett slaggenomsnitt på 0,292, 16 homeruns (delat tredje bäst i National League [NL]) och 39 RBI:s. I slutspelet spelade han en avgörande roll med sitt defensiva spel när Dodgers vann finalen i NL, National League Championship Series (NLCS), mot Atlanta Braves. Dodgers vann sedan World Series över Tampa Bay Rays, klubbens första titel sedan 1988. Betts åtta doubles under slutspelet, som var utökat denna säsong, var ett tangerat MLB-rekord. Han tog efter säsongen hem sin femte raka Gold Glove Award och sin fjärde Silver Slugger Award (de första i NL). Vidare kom han tvåa i omröstningen till NL:s MVP Award efter Freddie Freeman och valdes till All-MLB First Team.

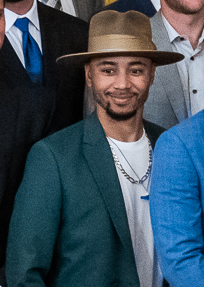
Betts på besök i Vita huset med Los Angeles Dodgers 2021 efter segern i World Series 2020.

Betts togs 2021 för femte gången i rad ut till all star-matchen (det spelades ingen all star-match 2020), denna gång som reserv, trots att hans spel inte hade nått upp till hans sedvanliga nivå. Han valde dock att avstå matchen på grund av flera småskador. I slutet av juli hamnade han på skadelistan med en höftskada och efter ett kort comeback-försök hände samma sak i mitten av augusti. Under säsongen hade han ett slaggenomsnitt på 0,264 (tangerat personsämsta), 23 homeruns och 58 RBI:s på 122 matcher. För första gången sedan 2015 vann han ingen Gold Glove Award.
Betts bröt ett revben i mitten av juni 2022 när han kolliderade med en lagkamrat. Han återkom i spel i början av juli trots att revbenet inte var helt läkt. Den 7 juli tangerade han ett MLB-rekord som innehades av Alfonso Soriano när han hade mer än en homerun i en match där han var nummer ett i slagordningen för 19:e gången. Dagen efter togs han ut att starta all star-matchen, hans sjätte all star-match i rad och tredje gången som han röstades in att starta matchen. Den 23 juli nådde han milstolpen 200 homeruns i grundserien under karriären. Betts spelade 142 matcher 2022 med ett slaggenomsnitt på 0,269, 35 homeruns (personligt rekord) och 82 RBI:s. Han var delat bäst i NL i poäng (117), näst bäst i slugging % (0,533) och delat näst bäst i extra-base hits (78). Han vann efter säsongen sin sjätte Gold Glove Award och sin femte Silver Slugger Award. Han togs även ut till All-MLB First Team för andra gången i karriären.

### Internationellt
Betts representerade USA vid World Baseball Classic 2023, där han var med och tog silver. Han spelade alla USA:s sju matcher och hade ett slaggenomsnitt på 0,313, men inga homeruns och bara en RBI.

## Bowling
Betts är även en mycket duktig bowlingspelare och har vid ett par tillfällen deltagit i World Series of Bowling, en tävling arrangerad av Professional Bowlers Association (PBA), där han 2017 slog en perfekt serie (300 poäng).

## Privatliv
Betts och hans flickvän Brianna Hammonds fick en dotter, Kynlee, i november 2018. Paret gifte sig i december 2021.
Betts är avlägsen släkting till Meghan, hertiginna av Sussex.